# Keutapang (Lhoong)
Keutapang is een bestuurslaag in het regentschap Aceh Besar van de provincie Atjeh, Indonesië. Keutapang telt 377 inwoners (volkstelling 2010).